# Severhof
Der Severhof ist ein denkmalgeschützter Gemeindebau im 16. Wiener Gemeindebezirk Ottakring. Er wurde zwischen 1930 und 1931 nach Plänen des Architekten Alexander Popp errichtet und umfasst 86 Wohnungen.

## Lage
Der Severhof liegt in der Wiener Katastralgemeinde Ottakring. In nächster Nähe befindet sich das Wilhelminenspital sowie der Beginn des Flötzersteiges. Die Wohnhausanlage wurde zu Beginn der 1930er Jahre auf einem nahezu unverbauten Gelände errichtet, worauf sich lediglich ein hölzerner Konditorei-Kiosk von Theres Kirmayer aus dem Jahr 1925 und eine Verkaufshütte von Leopoldine Dorfinger aus dem Jahr 1928 befand. Es wird jedoch vermutet, dass beide Bauten bereits vor der Planung des Gemeindebaus keine Verwendung mehr fanden. Der U-förmige Gemeindebau mit der Adresse Maroltingergasse 56–58 wird im Westen von der Maroltingergasse, im Norden von der Wiesberggasse und im Osten von der Lorenz-Mandl-Gasse begrenzt. Im Süden grenzt der Severhof an andere Wohnbauten.

## Geschichte und Bauwerk
Der Severhof ist ein viergeschoßiger U-förmiger Bau, wobei die Hauptfront an der Wiesberggasse um ein Geschoß erhöht ausgeführt wurde. Die eigentliche Schauseite der Wohnhausanlage mit dem Haupteingang befindet sich hingegen an der Maroltingergasse. Während das abfallende Gelände durch einen Klinkersockel ausgeglichen wurde und im Sockelgeschoß in der Höhe variiert sowie an der Ecke
Wiesberggasse / Lorenz-Mandl-Gasse ein belichtetes Souterrain umfasst, ist der übrige Baukörper schlicht gehalten und ist lediglich durch jeweils zwei unterschiedlich lange Gesimsbänder in der Erdgeschoßzone sowie am Dachgesims akzentuiert. Des Weiteren wurde die Fassade durch die vier als wuchtige und deutlich überhöhte Erker ausgeführten Stiegenhäuser gegliedert. Zudem wurden die Ecken des Gebäudes deutlich nach hinten versetzt. Wie die Außenfassade wurde auch die Hoffassade durch überhöhte Stiegenhäuser und Gesimsbänder gegliedert, wobei die Hoffassade nur viergeschoßig erbaut wurde. Der Severhof, der weder Balkone noch Loggien besitzt, zählt zu den schmucklosen und massiven Gemeindebauten der Spätphase des kommunalen Wohnbaus der Zwischenkriegszeit.
Der Severhof wurde 1949 nach dem sozialdemokratischen niederösterreichischen Landeshauptmann Albert Sever aus Ottakring benannt. An ihn und seine Ehefrau Ida Sever erinnert auch eine Gedenktafel im Eingangsbereich der Wohnhausanlage.

## Kunstwerke
Über dem Hauptportal befindet sich eine überlebensgroße Skulptur, die von Fritz Zerritsch geschaffen wurde. Die Terrakottaplastik „Mutter mit Fruchtkorb und Knabe“ weist antike Vorbilder auf und steht auf dem klinkerverkleideten Vordach des Severhofes.